# Контрада Кардето Норд
Контрада Кардето Норд је насеље у Италији у округу Ређо ди Калабрија, региону Калабрија.
Према процени из 2011. у насељу је живело 135 становника. Насеље се налази на надморској висини од 1231 м.